# Mozota
Mozota là một đô thị ở tỉnh Zaragoza, Aragon, Tây Ban Nha. Theo điều tra dân số 2010 của Viện thống kê Tây Ban Nha (INE), đô thị này có dân số là 114 người. Diện tích đô thị này là 8,68 ki-lô-mét vuông. Đô thị này nằm ở độ cao 396 m trên mực nước biển.